# エリーダ (小惑星)
エリーダ (718 Erida) は小惑星帯にある小惑星。ヨハン・パリサがウィーン天文台で発見した。
アメリカ合衆国の天文学者アーミン・ロイシュナーの娘に因んで名付けられた。